# 詹父攻虢公之戰
詹父攻虢公之戰發生於前702年，詹父率領王師攻打西虢國軍隊的一場戰爭。
西虢國虢公林父曾在周桓王面前說大夫詹父的壞話，但是周桓王沒有相信。前702年，詹父以此為由率領王師討伐虢公林父。同年夏天，虢公林父被迫出奔至虞國。